# Hak-ča Han
Hak-ča Han (anglický přepis: Hak Ja Han, korejsky 한학자, Han Hak-ča, anglický přepis: Han Hak-ja; * 6. ledna 1943) je bývalou manželkou Son-mjong Muna, zakladatele Církve sjednocení. Manželé byli členy církve označováni jako „Praví rodiče“. Hak-ča Han se provdala za Muna v dubnu 1960. Měli 14 dětí (4 již zemřely) a více než 20 vnoučat. V roce 1992 založila organizaci Women's Federation for World Peace (Federace žen za světový mír).